# Juan Manuel González y Gómez de León
Juan Manuel González y Gómez de León  (Madrid, 6 de septiembre de 1954 - Madrid, 14 de junio de 2008) fue un escritor y periodista español.

## Biografías
Nace el 6 de septiembre de 1954 en Madrid
Licenciado en Ciencias de la Información y en Sociología por la Universidad Complutense. Doctor en Filología de la Complutense.
Miembro de la Fundación del Español Urgente (Fundéu) y profesor de Literatura en la Universidad de Valladolid, campus de Segovia.
Falleció a los 53 años en Madrid.

## Premios
- Premio de Poesía Jaime Gil de Biedma por Tras la luz poniente (2007)
- Premio de Poesía Ateneo de Sevilla por La llama del brezo (2002).
- Premio Rafael Alberti (1998)
- Premio Ojo Crítico de Narrativa por de Cuaderno de combate azul. (1993)
- Premio Ángel Riesco de León